# Altable
Altable és un municipi de la província de Burgos a la comunitat autònoma de Castella i Lleó. Forma part de la Comarca de l'Ebro.

## Demografia
| 1991 | 1996 | 2001 | 2004 |
| ---- | ---- | ---- | ---- |
| 76   | 63   | 59   | 61   |